# Logan County (Nebraska)
Logan County is een county in de Amerikaanse staat Nebraska.
De county heeft een landoppervlakte van 1.478 km² en telt 774 inwoners (volkstelling 2000). De hoofdplaats is Stapleton.

## Bevolkingsontwikkeling

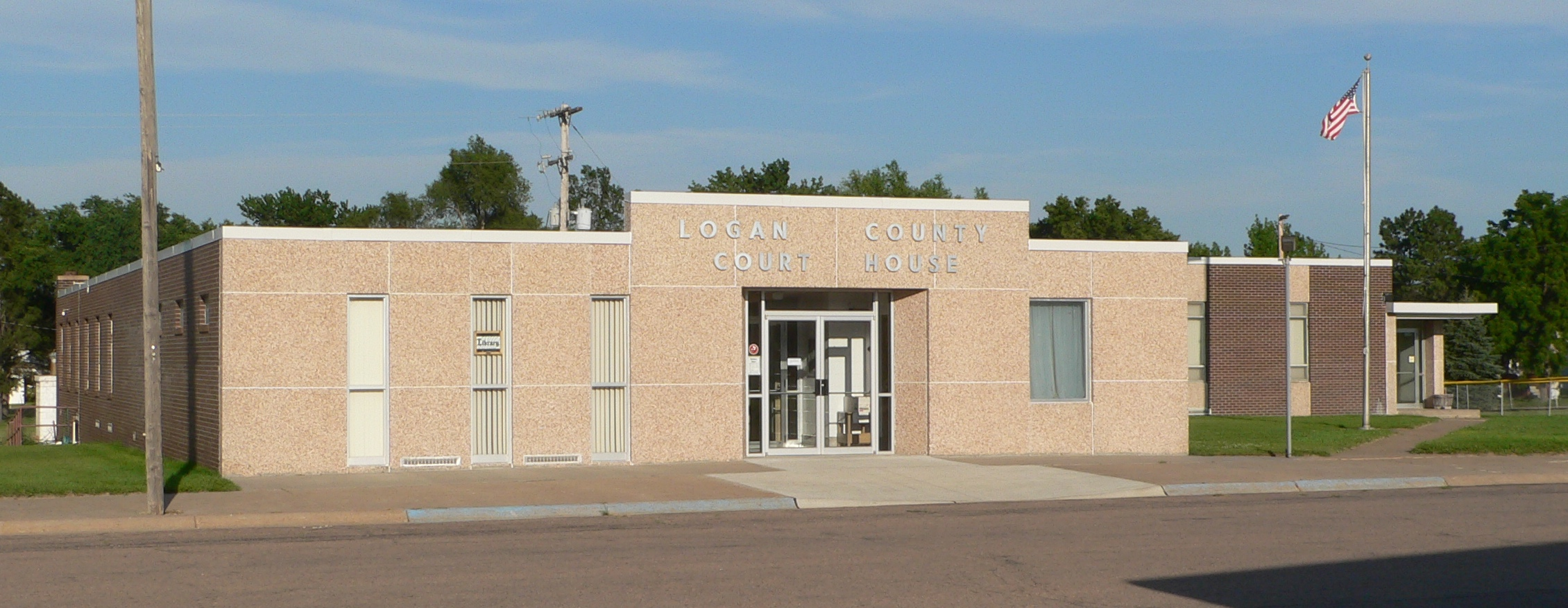
Logan County Courthouse